# Зайцев, Андрей Иванович
Андрей Иванович Зайцев (род. 21 марта 1981, Новоликеево, Кстовский район, Горьковская область, РСФСР, СССР) — российский ученый-океанолог.

## Биография
Родился 21 марта 1981 года в деревне Новоликеево Кстовского района Горьковской области РСФСР. Ныне Нижегородская область. Закончил Нижегородский государственный университет факультет по специальности "прикладная математика".
Разработал комплекс расчета длинных волн для служб предупреждения о цунами(NAMI-DANCE), исследовал цунами в Юго-Восточной Азии 2004 года, ледовые шельфы острова Сахалин и аномальных волн в этом районе. Разработан комплекс строительных норм для цунамиопасныъх районов. Согласно справке-аннотации РАН работал в Нижегородском техническом университете и директором Специального конструкторского бюро средств автоматизации морскх исследований Южно-Сахалинска.

## Звания
Доктор физико-математических наук, член-корреспондент РАН с 2 июня 2022 года по отделению наук о Земле. Специальность - океанология.